# Radisson Collection Hotel, Gran Vía Bilbao
El Radisson Collection Hotel, Gran Vía Bilbao es un hotel de lujo de cinco estrellas ubicado en el número 4 de la Gran Vía de la villa de Bilbao, en el Edificio Banco Santander, cuyo inmueble fue rehabilitado. Está operado por la cadena internacional estadounidense Radisson y fue inaugurado en marzo de 2022.

## Historia

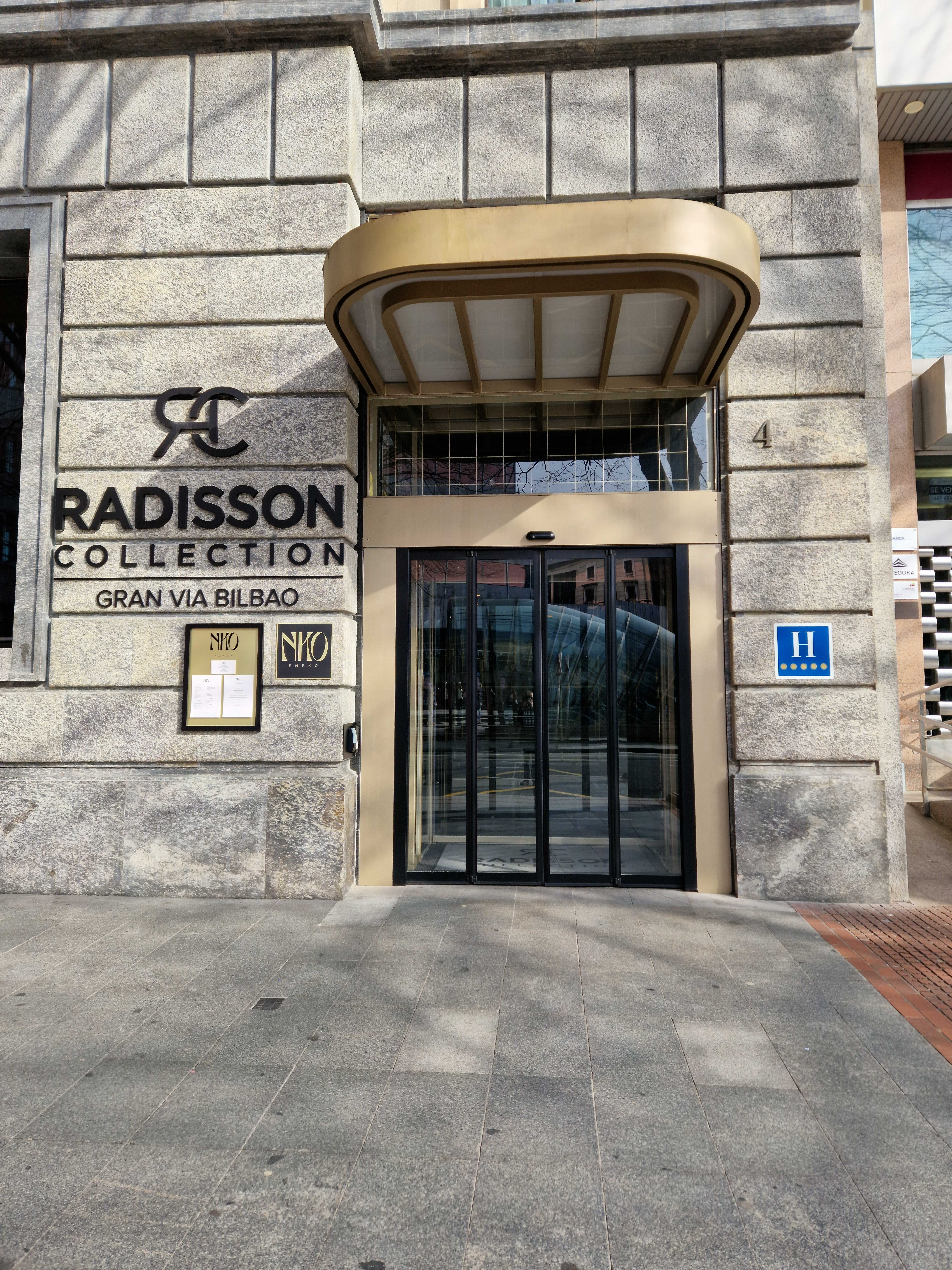
Acceso al hotel.

El 1 de mayo de 2018, el Banco Santander cerró la venta de su edificio homónimo a un fondo de inversión británico. Tras la operación de venta, el inmueble fue rehabilitado y reconvertido a efectos de albergar el Radisson Collection Hotel, Gran Vía Bilbao.
El hotel cuenta con 137 habitaciones, piscina interior y un restaurante de cocina vasca y japonesa en la azotea regentado por el chef Eneko Atxa.
Tras los retrasos con motivo de la pandemia de COVID-19 que hubieran inaugurado el hotel en el último cuatrimestre de 2021, finalmente abrió sus puertas en marzo de 2022.

## Galardones
- En el área de certificación medioambiental internacional, hotel con la mayor puntuación del mundo registrada bajo el esquema LEED v4 BD+C: Hospitality con 86 puntos.[11]

## Comunicaciones
- Estación de Abando del metro de Bilbao, con tres salidas: Berastegi, Gran Vía/Plaza Circular y Abando-Renfe.
- Estación de Abando del tranvía de Bilbao.
- Estación de Abando Indalecio Prieto.

## Edificios y ubicaciones adyacentes
- Museo Guggenheim Bilbao
- Azkuna Zentroa
- Teatro Arriaga
- Catedral de Santiago de Bilbao
- Casco Viejo
- Plaza Nueva